# Théodore Canneel
Pour les articles homonymes, voir Canneel.
Théodore Canneel, né à Gand le 8 novembre 1817 et mort dans cette même ville le 16 mai 1892, est un artiste peintre de scènes de genre et de scènes historiques belge.

## Biographie

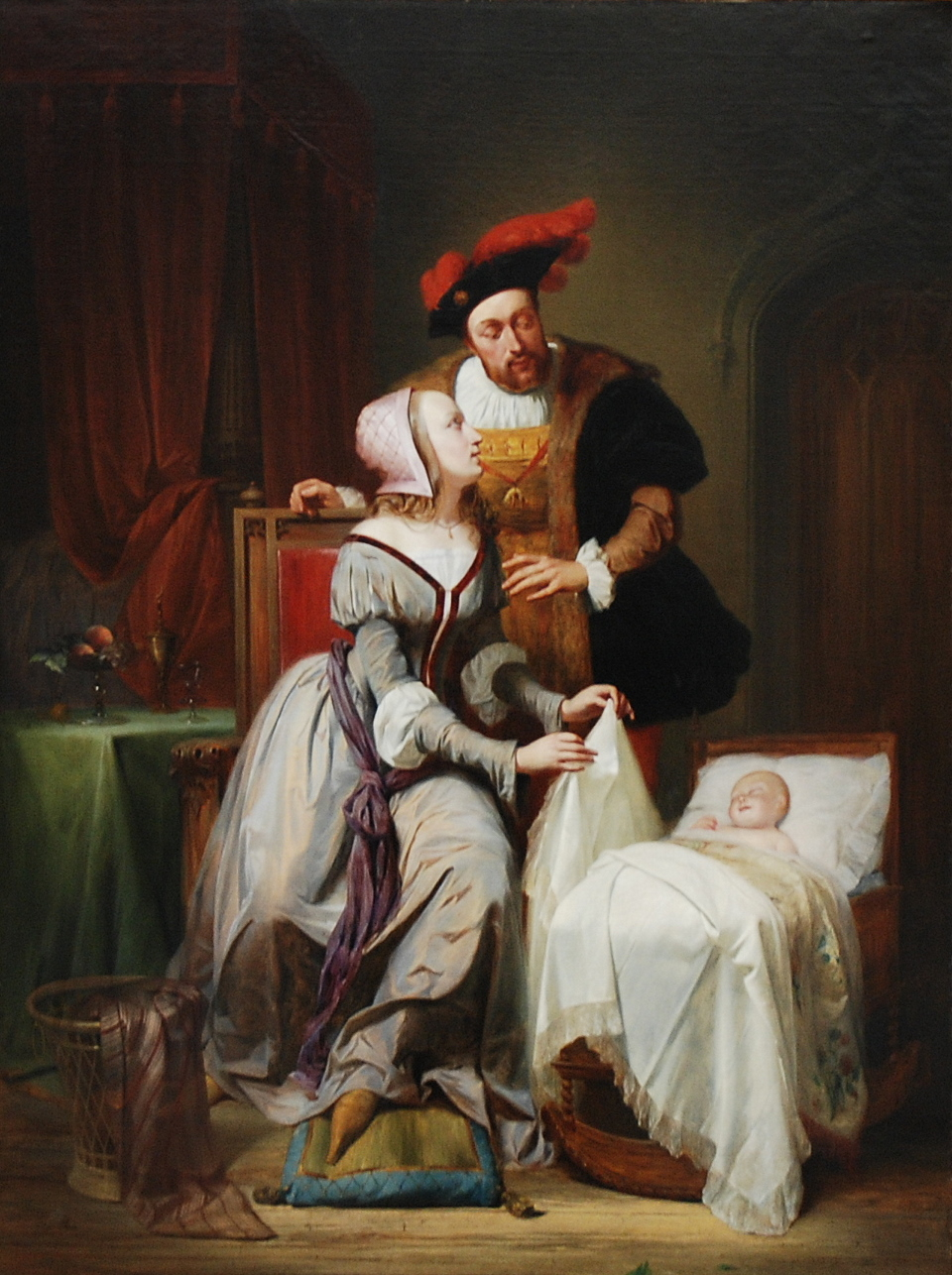
Charles Quint avec sa maîtresse Johanna van der Gheynst au berceau de leur fille Marguerite de Parme
(par Théodore Canneel)

Théodore Joseph Canneel, né à Gand le 8 novembre 1817, est le fils de Joseph Canneel, libraire et imprimeur, et de Colette Van de Voorde. Il est marié à Clémence Eeman. Il est le grand-père de l'artiste-peintre Jules-Marie Canneel.
Theodore Canneel apprend le métier de lithographe en 1830 — à treize ans — dans l'imprimerie où son père travaille. Il devient ensuite l'assistant du peintre Pieter van Hanselaere (en). De 1838 à 1841, il combine son métier avec une formation à l'Académie royale des beaux-arts de Gand et y enseigne à partir de 1843. 
De 1848 à 1850, il entreprend un voyage d'étude à Rome. À son retour en 1850, devenu réputé, il est nommé directeur de l'Académie de Gand. En 1869, il est inspecteur auprès des écoles de dessin et académies de Belgique. Il est aussi membre correspondant de l'Académie royale de Belgique, de l'Académie royale des Beaux-Arts d'Anvers et membre honoraire de celle de Philadelphie.
Beaucoup de peintres ont suivi ses principes comme Jean Delvin, Valerius De Saedeleer, Jozef Horenbant (nl), Nicolas Van den Eeden, Victor Lagye, Gustave Vanaise, Louis Tytgadt, Emile Thysebaert, Théo van Rysselberghe, Rodolphe Wytsman, Constant Montald, Vital Sterck, etc.
Le 16 mai 1892, il décède à Gand après une longue maladie et est inhumé le 21 mai 1892 au cimetière de Gand.

## Style
Canneel peint des scènes historiques, des scènes de genre et des portraits. Les églises Sainte-Anne et Saint-Noël à Gand conservent de ses peintures murales.

## Honneur
- Officier de l'ordre de Léopold (4 mai 1881)[1].